# 휴 호퍼
휴 콜린 호퍼(영어: Hugh Colin Hopper, 1945년 4월 29일 ~ 2009년 6월 7일)는 영국의 프로그레시브 록과 재즈 퓨전 베이시스트였다. 그는 소프트 머신과 다른 밴드의 멤버로서 캔터베리 신의 두드러진 멤버였다.

## 생애

### 초기 경력
1963년 드러머 로버트 와이어트와 함께 데이비드 앨런 트리오의 베이시스트로 시작한 그는 프리 재즈와 리듬 앤 블루스를 번갈아 가며 연주했다. 1964년 브라이언 호퍼 (그의 형), 로버트 와이어트, 케빈 에이어스, 리처드 싱클레어와 함께 그는 팝 음악 그룹인 와일드 플라워스를 결성했다. 비록 그들이 존재하는 동안 어떤 음반도 발표하지 않았지만(30년 후 컴필레이션 발표), 와일드 플라워스는 캔터베리 신의 창시자로 인정 받고 가장 중요한 두 그룹인 소프트 머신과 카라반을 탄생했다.

### 소프트 머신
호퍼는 처음에 소프트 머신에서 로드 매니저 역할을 맡았지만, 그는 이미 그들의 첫 음반 《The Soft Machine》을 위해 작곡을 했고 그 곡들 중 한 곡에서 베이스를 연주했다. 1969년 그는 그들의 두 번째 음반인 《Volume Two》의 베이시스트로 영입되었고 마이크 래틀리지, 로버트 와이어트와 함께 시드 배럿의 솔로 음반 녹음 세션에 참여했다(이전에는 핑크 플로이드였는데, 초기 소프트 머신이 정기적으로 낄낄대고 있었다). 호퍼는 1973년까지 소프트 머신을 계속하며 베이스를 연주하고 수많은 작곡에 기여했다. 그의 재임 기간 동안 이 그룹은 사이키델릭 팝 그룹에서 재즈 록 퓨전 인스트루멘탈 밴드로 발전했다. 1972년, 소프트 머신을 떠나기 직전에, 그는 자신의 이름인 1984 (조지 오웰의 소설 《1984》의 이름을 딴)로 첫 음반을 녹음했다. 이것은 확실히 그룹과의 짧은 곡뿐만 아니라 테이프 루프를 사용한 긴 솔로 곡들을 특징으로 하는 비상업적인 음반이었다. 호퍼는 후에 이 음반에 대해 회상했다. "저는 이 중 많은 것이 성공적이었다고 생각하지는 않지만, 애드비전에서 모기 소리를 녹음하기 위해 3~4시간 동안 앉아 있었던 것을 기억합니다."

### 이후 및 사망
호퍼는 두 장의 솔로 음반을 녹음하고 높은 평가를 받는 영국 인터넷 레이블인 버닝 셰드를 통해 온라인 상점을 설립했다. 그는 일본의 음악가이자 작곡가인 유미 하라 코크웰과 함께 HUMI라는 듀오로 활동했고, 2008년 초에는 일본 투어를 계획했지만 호퍼의 건강 때문에 열리지 않았다.
호퍼는 2008년 6월에 백혈병 진단을 받았고 화학 치료를 받았다. 병과 치료의 결과로, 그는 모든 콘서트 출연을 취소했다. 휴 호퍼 자선 콘서트는 2008년 12월 런던의 100 클럽에서 열렸고 인 카후츠, 소프트 머신 레거시, 델타 색스 콰르텟, 소피아 도만치치, 사이먼 구버트, 유미 하라 코크웰, 알렉스 맥스텟이 참여했다. 또 다른 혜택은 2009년 6월 말에 계획되었다. 그는 2009년 6월 5일 파트너 크리스틴과 결혼했고 6월 7일 백혈병으로 사망했다. 휴의 뜻을 존중하는 티베트 불교 의식인 그의 장례식은 2009년 6월 25일에 열렸다.
휴의 가족에게 혜택을 주기 위해 2014년 곤조 멀티미디어에 의해 발매되지 않은 라이브 및 스튜디오 녹음 CD 10장이 발매되기 시작했다.

## 음반 목록

### 소프트 머신
- The Soft Machine (한 트랙은 연주자로서, 다른 트랙은 물론 작곡가로서만) (1968년)
- Volume Two (1969년)
- Third (1970년)
- Fourth (1971년)
- Fifth (1972년)
- Six (1973년)

### 로버트 와이어트
- Rock Bottom (1974년)
- Theatre Royal Drury Lane (1974년)
- Work In Progress (EP) (1984년)